# Cinéma océanien
Le cinéma océanien désigne les films et la production cinématographique associés aux pays d’Océanie :
- Cinéma australien
- Cinéma calédonien
- Cinéma fidjien
- Cinéma néo-zélandais
- Cinéma samoan